# 趙汝強
趙汝強（英語：Peter Chiu Yuet Keung，？—2022年4月20日），前香港亞洲電視製作部助理副總裁及亞洲電視資深監製。

## 生平
趙汝強是澳門人，1969年畢業於麗的電視第三期藝員訓練班，1975年加入麗的電視，並逐步由幕後基本製作人員晉升為綜藝節目監製，曾監製「未來偶像爭霸戰」、「活色生香」、「今夜不設防」以及「今日睇真D」等節目。2000年代起出任亞視助理副總裁，主管特備節目。2012年擔任亞視重頭節目《亞視百人》監製。直至2016年2月3日，因行政管理不善而正式向亞洲電視辭去製作部助理副總裁一職。此前於2015年，趙汝強成立高瞻策略國際有限公司，自任行政總裁，主攻市場策劃。
2022年4月20日，趙汝強因病離世。

## 個人生活
趙汝強已婚，育有子嗣及孫兒。

## 監製節目
- 未來偶像爭霸戰 (1987)
- 活色生香 (1988-1992)
- 今夜不設防 (1989-1990)
- 今日睇真D
- 亞洲星空下 (2011)
- 亞視劇集話當年 (2011)
- ATV 2012人氣春晚·唱紅亞洲 (2012)
- 亞視百人 (2012)
- 光輝歲月 亞洲電視55周年台慶啟動 （2012）